# Andraca stueningi
Andraca stueningi là một loài bướm đêm thuộc họ Endromidae. Loài này có ở Việt Nam.